# Paul Davis (Fußballspieler, 1961)
Paul Vincent Davis (* 9. Dezember 1961 in Dulwich) ist ein ehemaliger englischer Fußballspieler.

## Leben und Karriere
Davis begann 1977 seine Karriere als Jugendlicher beim FC Arsenal. Ein Jahr später bekam er einen Profivertrag. Der linksfüßige Mittelfeldspieler gab 1980 sein Debüt gegen Tottenham Hotspur. Davis gehörte der erfolgreichen 80er-Jahre-Mannschaft der „Gunners“ an. Mit den Londonern gewann er in den 80er Jahren ein Mal die englische Meisterschaft und ein Mal den englischen Ligapokal. 1988 war Davis aufgrund eines Faustkampfes mit dem damals beim FC Southampton beschäftigten Mittelfeldspieler Glenn Cockerill in den Schlagzeilen. Davis brach Cokerill das Jochbein, wurde daraufhin für neun Spiele gesperrt und musste eine Geldstrafe von 3.000 Pfund bezahlen. Nach diesem Vorfall gewann er 1993 den englischen Pokal und den englischen Ligapokal im gleichen Jahr wieder mit dem FC Arsenal. Ein Jahr später gewann er den Pokal der Pokalsieger. Nach 18 Jahren in England wechselte er vom FC Arsenal zu Stabæk Fotball. Nach nur einem Jahr in Norwegen spielte Davis noch beim FC Brentford. 1997 wurde Davis Jugendtrainer beim FC Arsenal. Sechs Jahre später verließ er die Gunners endgültig und war zwischen Oktober und Dezember 2005 bei Kettering Town Co-Trainer von Paul Gascoigne.

### Erfolge
- 1 × englischer Meister mit dem FC Arsenal (1989)
- 1 × englischer Pokalsieger mit dem FC Arsenal (1993)
- 1 × Pokal der Pokalsieger mit dem FC Arsenal (1994)
- 2 × englischer Ligapokalsieger mit dem FC Arsenal (1987, 1993)

## Soziales Engagement
Davis engagiert sich als Botschafter bei Show Racism the Red Card.